# Abdul Muis
Abdul Muis (* 3. Juli 1883 in Sungai Puar, Westsumatra; † 17. Juni 1959 in Westjava) war ein indonesischer Schriftsteller, Journalist und Nationalist. Er argumentierte unermüdlich für die Unabhängigkeit Indonesiens von den Niederlanden.
Geboren am Sungai Puar in Westsumatra, studierte Muis drei Jahre Medizin in Jakarta Muis, bevor er wegen Erkrankung zum Abbruch gezwungen wurde. Muis erste Beschäftigung war im öffentlichen Dienst. Später wechselte er zum Journalismus und wurde für seine Artikel, die sich sehr kritisch mit dem niederländischen Engagement in Indonesien auseinandersetzten, bekannt. Im Jahr 1928 veröffentlichte er sein Buch Salah Asuhan („Falsche Erziehung“).
In der Hoffnung auf eine praktische Rolle im politischen Kampf, trat Muis der nationalistischen Bewegung Sarekat Islam („Islamische Union“) bei. Er wurde aktives Mitglied der Organisation und wurde zum Vorstand ernannt. Er argumentierte, dass wenn friedliche Maßnahmen sich zur Erlangung der Unabhängigkeit Indonesiens als nicht ausreichend erwiesen, die Union bereit sein sollte, Gewalt gegen die niederländische Regierung anzuwenden.
Um die Union zu beschwichtigen, ernannte die niederländische Regierung Muis in den neu geschaffenen Volksraad („People's Council“). Als Mitglied des Rates war Muis theoretisch befugt, die Regierung zu beraten; jedoch wurde der Volksraad in der Realität wenig beachtet und weithin als machtlos gesehen und Muis kämpfte weiterhin auch mit anderen Mitteln.
Muis geriet viele Male in Konflikt mit der niederländischen Regierung. Bereits einmal verhaftet, führte er einen Proteststreik in Yogyakarta im Jahr 1922, wurde daraufhin wieder verhaftet und seine Bewegungsfreiheit auf die Stadt Garut in Westjava beschränkt. Er blieb in Westjava, starb im Jahr 1959 und wurde in Bandung begraben.
Muis gilt heute als ein wichtiger Freiheitskämpfer in der indonesischen Geschichte. In vielen Städten ist eine Straße nach ihm benannt.